# Skierbieszów
Skierbieszów (în germană Heidenstein) este o localitate în voievodatul Lublin, Polonia. El se află amplasat la altitudinea de 208 m deasupra n.m. pe cursul lui Wolica, la ca. 70 km sud-est de Lublin, în sud-estul Poloniei. Localitatea prin anul 1000 a aparținut probabil regelui Boleslau I al Poloniei. Skierbieszów se întinde pe o suprafață de 139,2 km² și avea în anul 2010, 5438 locuitori.

## Personalități marcante
- Horst Köhler, politician german